# Paraskevas Antzas
Paraskevas Antzas (griechisch Παρασκευάς Άντζας; * 18. August 1976 in Athen) ist ein ehemaliger griechischer Fußballspieler.

## Karriere

### Verein
Antzas begann seine Karriere bei Pandramaikos. 1995 wechselte er zu Skoda Xanthi. Nach drei Jahren bei Skoda Xanthi wechselte er 2003 zu Olympiakos Piräus. Mit Olympiakos Piräus wurde er fünfmal Meister und einmal Pokalsieger. Im Januar 2004 wechselte er zu Doxa Dramas. Dort blieb er ein Jahr und wechselte dann zurück zu Skoda Xanthi. Zur Saison 2007/08 kehrte er zu Olympiakos Piräus zurück. Im Anschluss an die Saison 2008/09 beendete er seine Karriere als Spieler. In seinem letzten Jahr holte er mit Piräus noch einmal das Double aus Meisterschaft und Pokal.

### Nationalmannschaft
Antzas debütierte, nachdem er zwei Spiele für die U-21-Nationalmannschaft bestritt, am 5. Februar 1999 in der griechischen A-Fußballnationalmannschaft. Beim Spiel gegen Belgien stand er in der Startaufstellung. Er stand im Kader zur Fußball-Europameisterschaft 2008 in Österreich und der Schweiz. Antzas spielte gegen Schweden durch und wurde im letzten Gruppenspiel, als Griechenland bereits ausgeschieden war, gegen Spanien in der 62. Minute für Sotirios Kyrgiakos eingewechselt. Nachdem Griechenland bei der Europameisterschaft das Viertelfinale verpasst hatte, beendete er seine aktive Nationalmannschaftskarriere.

## Erfolge

### Verein
Olympiakos Piräus
- Griechischer Meister (7): 1999, 2000, 2001, 2002, 2003, 2008, 2009
- Griechischer Pokalsieger (3): 1999, 2008, 2009
- Griechischer Supercup: 2007